# Hylocharis chrysura
Hylocharis chrysura là một loài chim trong họ Trochilidae.